# 北谷町立北谷第二小学校
北谷町立北谷第二小学校（ちゃたんちょうりつ ちゃたんだいにしょうがっこう）は、沖縄県中頭郡北谷町字桑江にある公立小学校。北谷町立北谷第二幼稚園を併設している。

## 沿革
- 1976年（昭和51年）9月3日 - 北谷村立北谷小学校（現・北谷町立北谷小学校）の児童数増加策として、学校新設を北谷村議会で決議。
- 1979年（昭和54年）3月28日 - 校章制定。
- 1979年（昭和54年）4月7日 - 北谷小学校から分離し、北谷村立北谷第二小学校として開校。児童は北谷小学校での分離式を終えた足で当校へ入学。当初は教室不足のため、5・6年生は北谷小学校に委託された。
- 1980年（昭和55年）3月10日 - 校歌制定。
- 1980年（昭和55年）4月1日 - 北谷村の町制施行に伴い、北谷町立北谷第二小学校に改称。
- 1986年（昭和61年）12月6日 - 校旗が完成。
- 1992年（平成4年）9月12日 - 第2土曜日を休業とする、週5日制開始。

## 通学区域
（出典：）
- 上勢区の一部（2班・4班・5班・6班・10班・11班・12班・13班）
- 栄口区の一部（6班・7班・8班・11班・12班・13班）
- 桑江区（全域）

## 周辺
- 北谷桑江郵便局
- 琉球銀行北谷支店

## アクセス
- 高宮城アパート前バス停下車
  - 75系統
- 老人福祉センター前バス停から南東へ500 m
  - 75系統／112系統